# Palazzo Bandinelli
Palazzo Bandinelli (in ucraino Палац Бандінеллі?; in russo Палаццо Бандинелли?) è un edificio monumentale in piazza del Mercato a Leopoli in Ucraina che risale al XVI secolo.

## Origine del nome

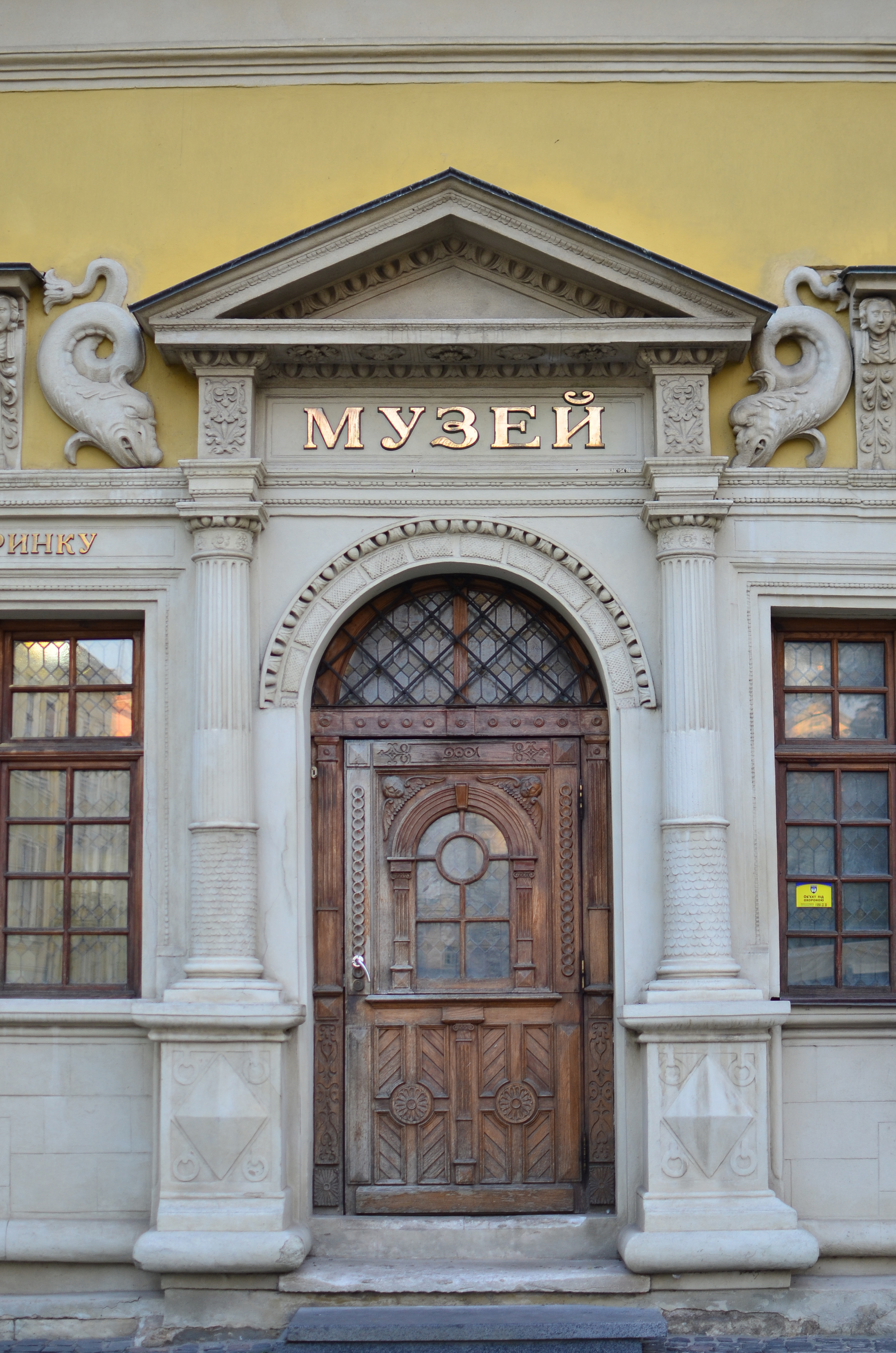
Portale di accesso al museo

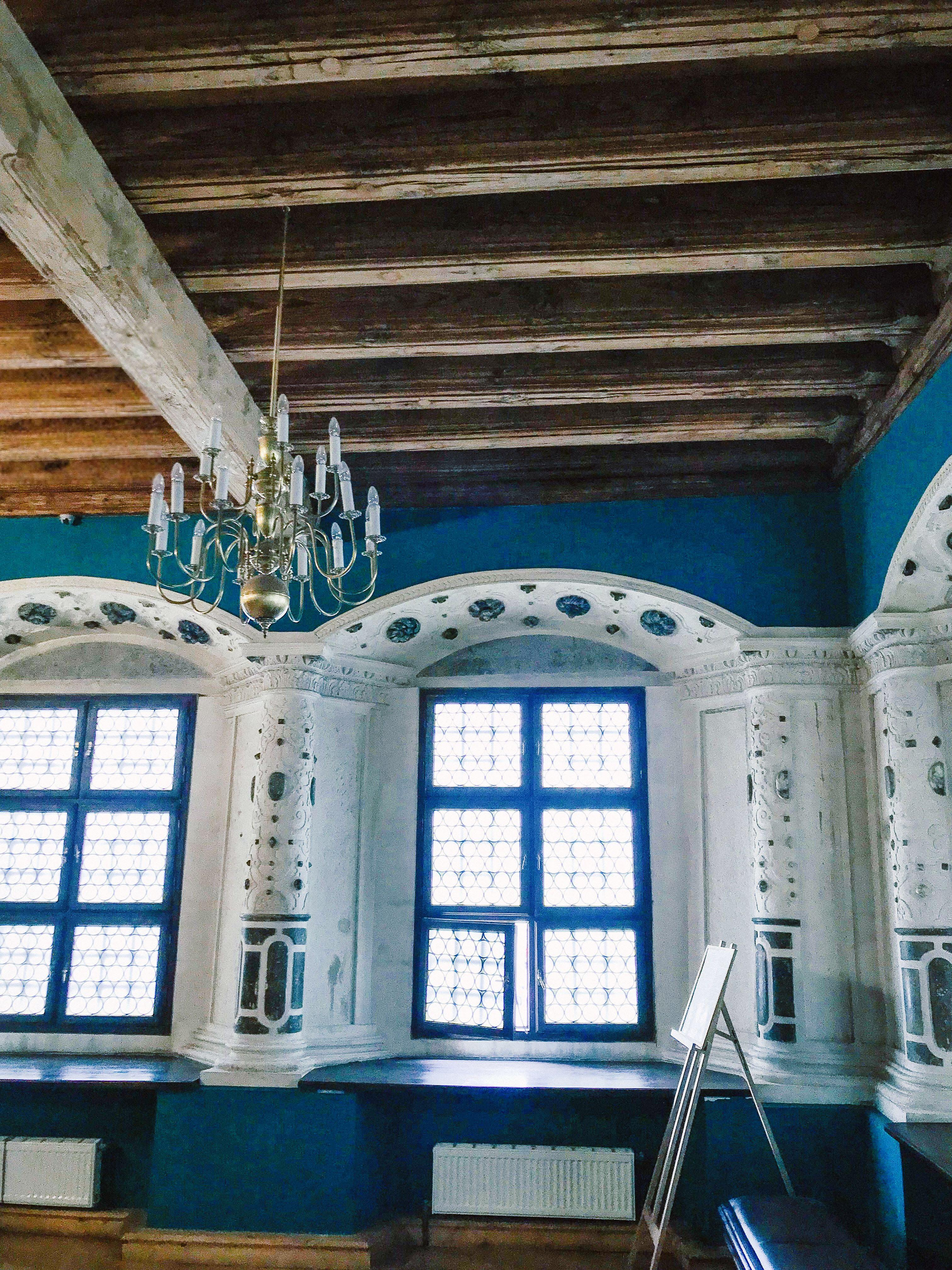
Particolare di un salone interno

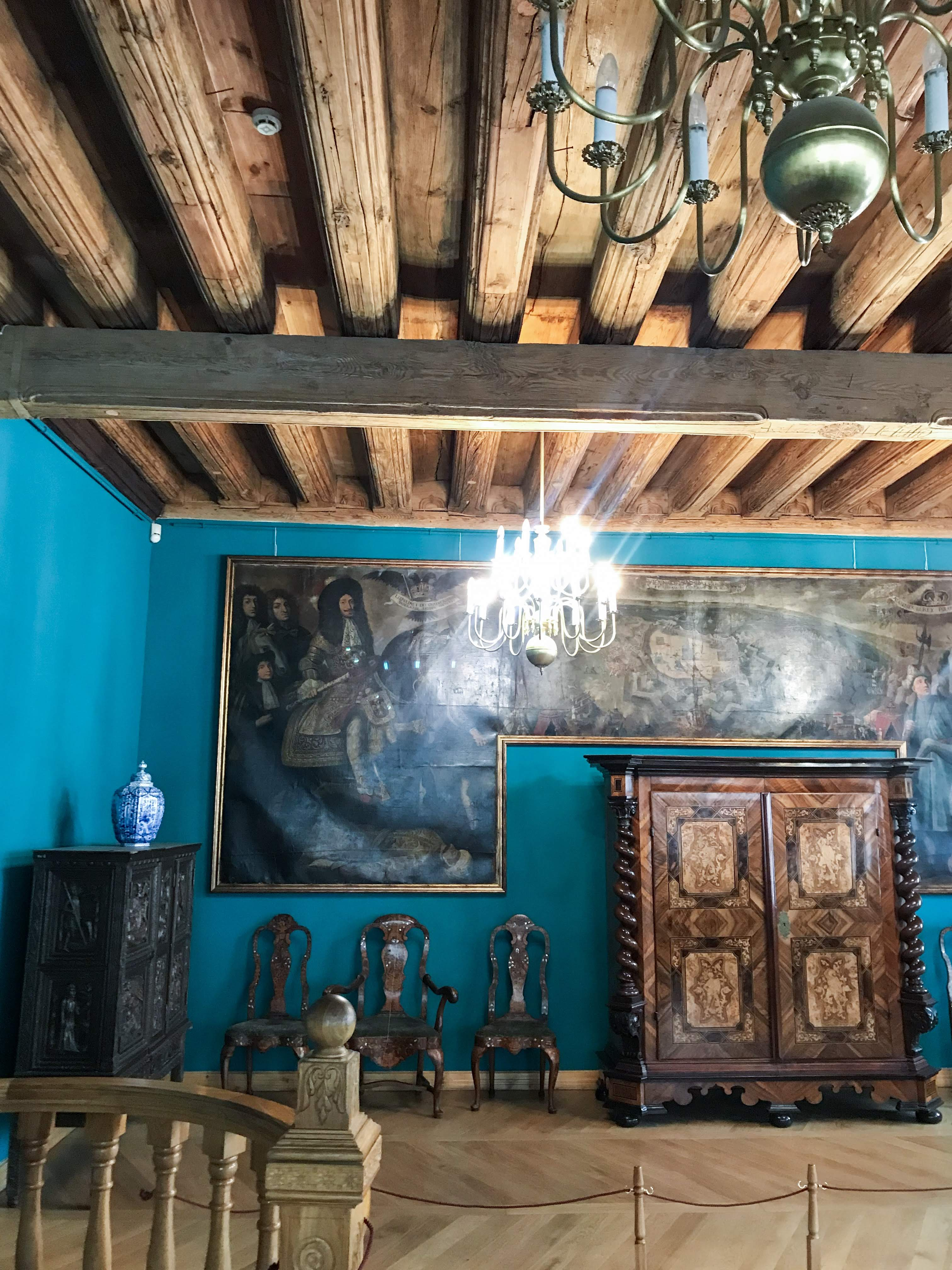
Salone interno

Il nome col quale tradizionalmente è riconosciuto è legato a Roberto Bandinelli, mercante originario di Firenze attivo nel commercio della seta importata dall'Italia. Bandinelli fu tra i primi a organizzare il servizio postale in città e il fondatore del primo ufficio postale della Galizia orientale.

## Storia
Palazzo Bandinelli venne costruito nel 1589 da un farmacista e nel 1634 fu acquistato dal mercante italiano Roberto Bandinelli.
Fu oggetto di importanti lavori di ricostruzione nella prima metà del XVIII secolo.
Nel corso dei secoli venne utilizzato come farmacia, come ufficio postale, come libreria, come centro culturale sino a divenire una delle sedi del Museo storico di Leopoli.
Verso la fine del XIX secolo nel palazzo vi dimorò il poeta Kornel Ujejski.

## Descrizione
L'edificio si trova nel centro storico di Leopoli, all'angolo tra piazza del Mercato e via Stavropihiyska. Rappresenta uno dei migliori esempi di architettura tardo rinascimentale cittadina.
Il palazzo, con la non lontana Casa Nera che si affaccia sulla stessa piazza, è una delle sedi del Museo storico di Leopoli.